# ルナエンバシー
ルナエンバシー（英語：The Lunar Embassy.LLC）とは、月をはじめ、火星、金星などの土地を販売し、その権利書を発行する地球圏外不動産業（と称したサービス業）を行っている企業である。本社所在地はアメリカネバダ州。日本では、日本法人の株式会社 ルナエンバシージャパンに業務を委託している。

## 事業内容

### 「月の土地」の販売
2025年6月現在、「月の土地」という商品名で、月の土地権利書、月の憲法、月の地図などを書面で送付するサービスを提供している。
販売単位はエーカー。現在は、月に限らず、火星や金星などの土地の販売も行っている。
「月の土地」販売事業のそもそもの発端は、アメリカ人のデニス・ホープ（ルナエンバシー・アメリカ本社CEO）が抱いた、「月は誰のものか?」という疑問である。この疑問に基づき、月の所有権に関する法律を調べたところ、当時、宇宙に関する法律は宇宙条約（1967年発効）だけであった。この宇宙条約では、国家が所有することを禁止していたが、個人の所有に関しては書かれていなかった。
そこで、月の土地を取得すれば販売できるのではないかと考えたデニス・ホープは、1980年にサンフランシスコで月の所有権を申し立てたところ、この申し立てが受理された。さらに月の権利宣言書を作成し、国際連合、アメリカ合衆国およびソビエト連邦（当時）の各政府に提出したところ、宣言書に対する異議が無かった。これらのことを受けて、デニス・ホープはルナエンバシーを設立し、月の土地の販売を開始した。
月の土地は、著名なハリウッドスターや元アメリカ大統領など、資産家や著名人が購入したと複数メディアで報じられている。日本でもインターネットやテレビでの報道を通じて購入した者もいる。

### その他
宇宙に関連したノベルティグッズの販売も行っている。

## 土地販売に関して
月に関する所有権については、先述した宇宙条約のほかに、1984年に発効された月その他の天体における国家活動を律する協定（通称・月協定）がある。こちらでは月の表面や地下にある天然資源の所有について、「いかなる国家・機関・団体・個人にも所有されない」とされている。このため、ルナエンバシーが販売した土地の資源はたとえ、土地の権利者であっても利用できないことになるため、この月協定を批判している。

## 法的な位置づけ
宇宙条約や月協定とは無関係に、法的には、所有権は客観的要件として占有を伴う必要がある。ルナエンバシー社は現実に月やその他の天体の土地を占有しているわけではないため、所有権を認められる可能性はなく、したがってそれを売却することもできない。そのため、この種の商売は、ジョークという合意が顧客との間に成立していない限り、詐欺となる。ルナエンバシー社の場合は、実際にはノベルティグッズ販売を業務内容として設立されており、法的にはあくまでジョークとしての販売事業を行っているとみなされている。
また、ルナエンバシージャパンは、月の土地の権利について、『一度ご登録頂いた方の権利は、米ルナエンバシー社が、将来にわたってその権利を主張していくことになります。』と公式HP内で述べている。一方で、『遠い将来、月や火星に現実的に人々が行くようになった時点で、米ルナエンバシー社の主張する権利に対して世界的なコンセンサスが得られるかどうかの保証もございません。』『今後、世界的に法律を整備しようとなった場合、権利の保証はありません。』とも明言している。
なお、宇宙条約第6条には「宇宙空間における自国の活動について、それが政府機関によって行われるか非政府団体によって行われるかを問わず、国際的責任を有」する、とする規定がある。このため、一部の宇宙法研究者は、アメリカ合衆国政府がルナエンバシー社の活動に対して何の対処もしないのは宇宙条約違反である、と主張している。